# 191 (nombre)
« Cent quatre-vingt-onze » redirige ici. Pour l'année, voir 191.
191 (cent quatre-vingt-onze ou cent nonante-et-un) est l'entier naturel qui suit 190 et qui précède 192.

## En mathématiques
Cent quatre-vingt-onze est :
- Un nombre premier.
- Un nombre premier de Sophie Germain.
- Un nombre premier palindrome.
- Un nombre premier jumeau avec 193.
- Un nombre premier sexy avec 197.

## Dans d'autres domaines
Cent quatre-vingt-onze est aussi :
- Années historiques : -191, 191